# Polymixis flavicincta
Polymixis flavicincta là một loài bướm đêm trong họ Noctuidae.

## Hình ảnh

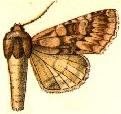
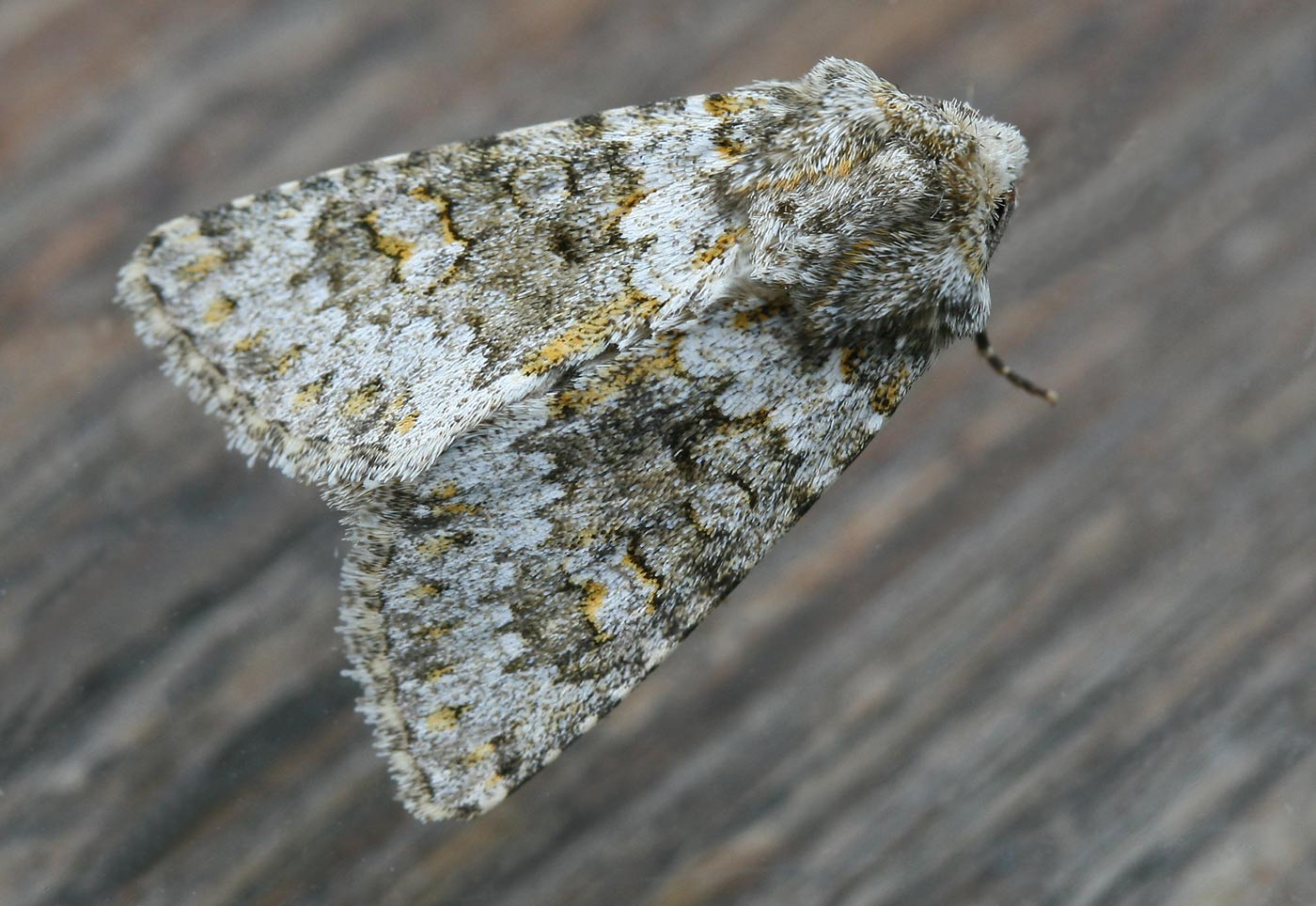
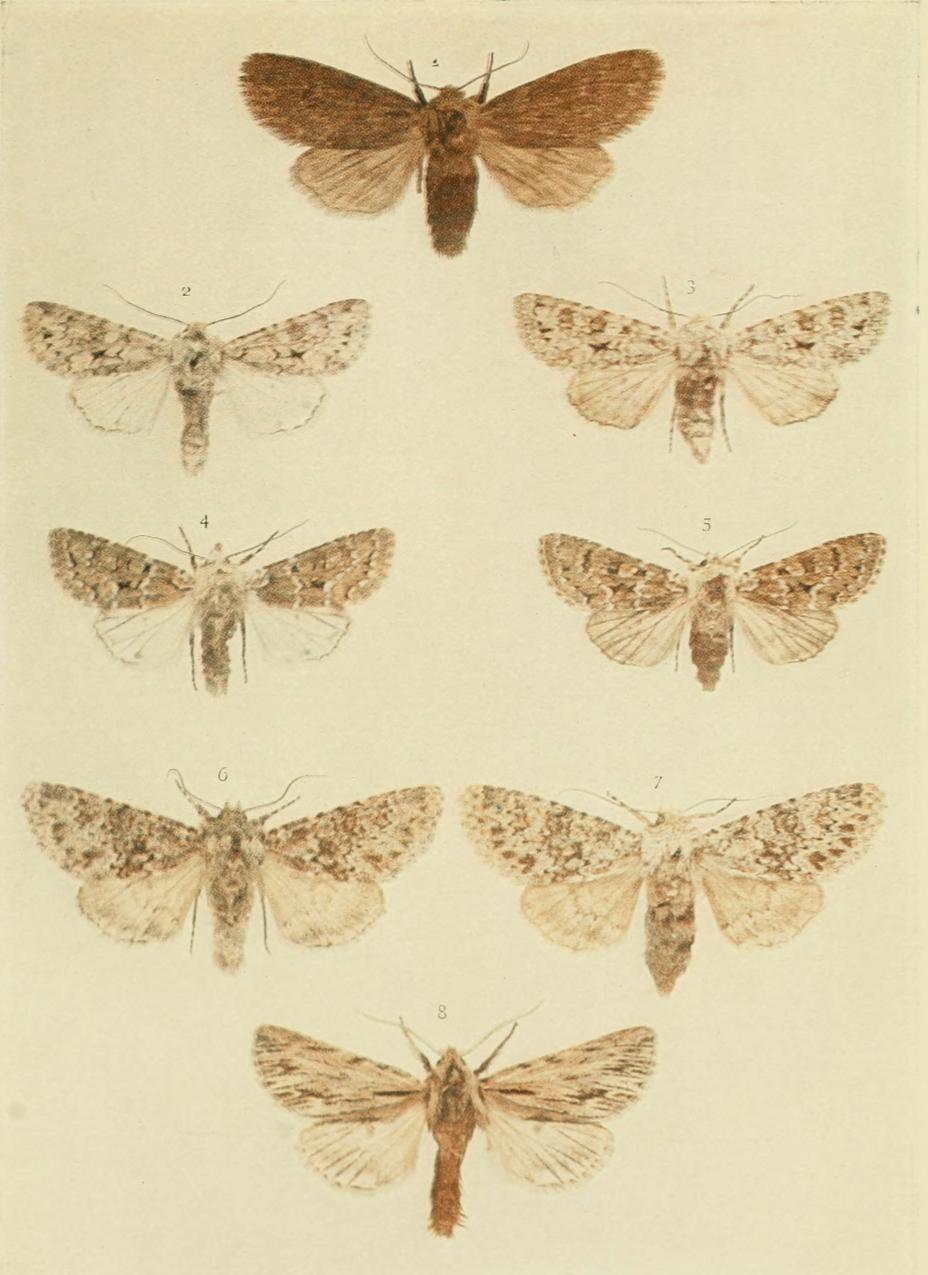